# Raimundo de Poitiers

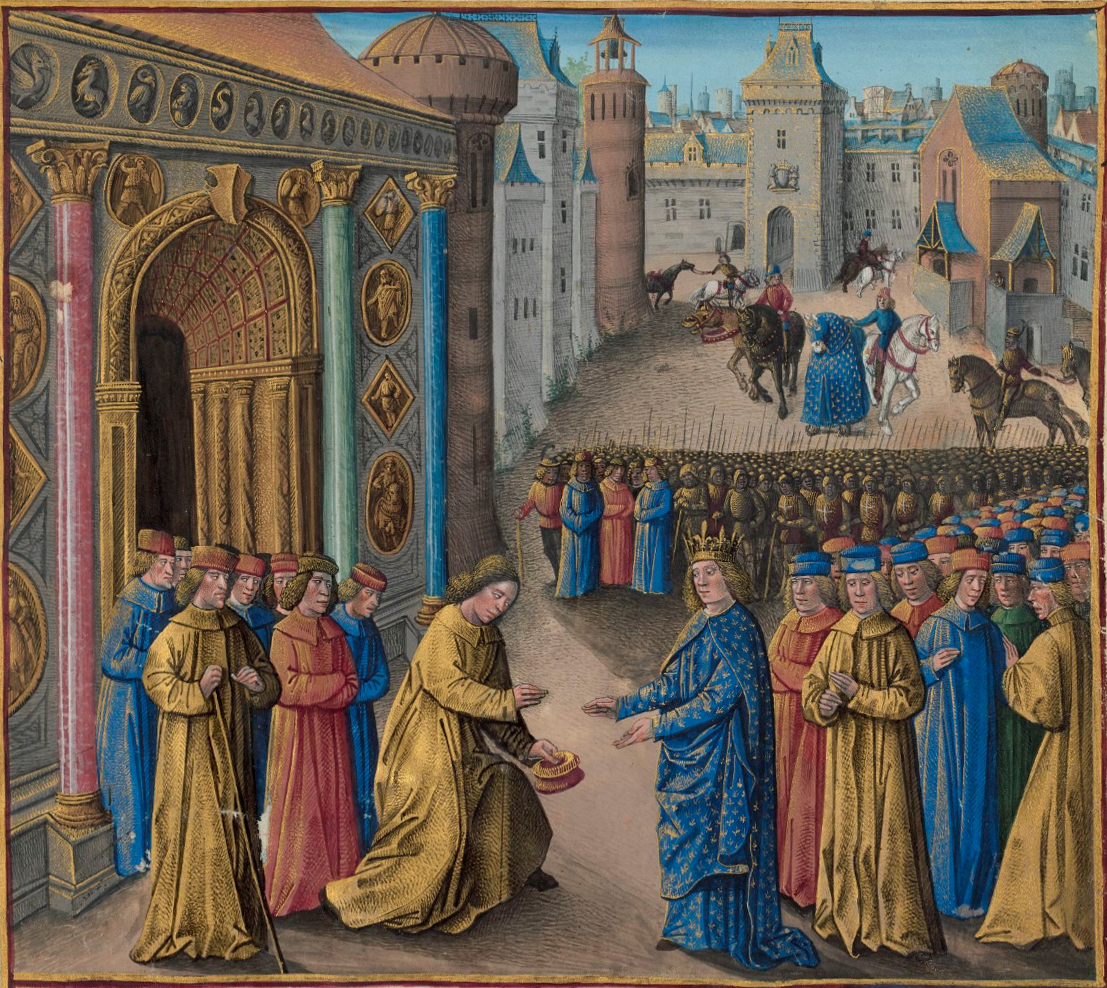
Raimundo de Poitiers recebe em Antioquia o rei Luís VII de França, líder da Segunda Cruzada

Raimundo de Poitiers, ou Raimundo de Antioquia (1115 - 29 de junho de 1149), foi príncipe de Antioquia, por casamento com Constança de Antioquia, de 1136 até à sua morte. Era o filho mais jovem de Filipa de Toulouse e de Guilherme IX, duque da Aquitânia e conde de Poitiers.
Em 1136, casou-se com Constança de Antioquia, com apenas 10 anos de idade, filha e herdeira de Boemundo II de Antioquia e de Alice de Jerusalém. Assegurou assim o governo do principado após as regências de Balduíno de Bourg e de Fulque V de Anjou, reis de Jerusalém. O casamento teve a aprovação do patriarca de Antioquia mas não de Alice de Jerusalém, a quem Raimundo fizera crer que seria ela a sua esposa.
Os primeiros anos da soberania comum de Raimundo e Constança foram ocupados por conflitos com o imperador bizantino João II Comneno, que pretendia recuperar a Cilícia do príncipe Leão I da Arménia e reafirmar os seus direitos sobre Antioquia. Raimundo foi obrigado a lhe prestar vassalagem e se comprometer a lhe ceder Antioquia assim que este lhe conquistasse um novo feudo a leste do principado.
A expedição de 1138, na qual participaram João e Raimundo, foi naturalmente um fracasso: Raimundo não estava muito interessado em conquistar terras, o que significaria a perda dos seus actuais domínios. João voltou a Constantinopla depois de exigir em vão a entrega da cidadela de Antioquia.

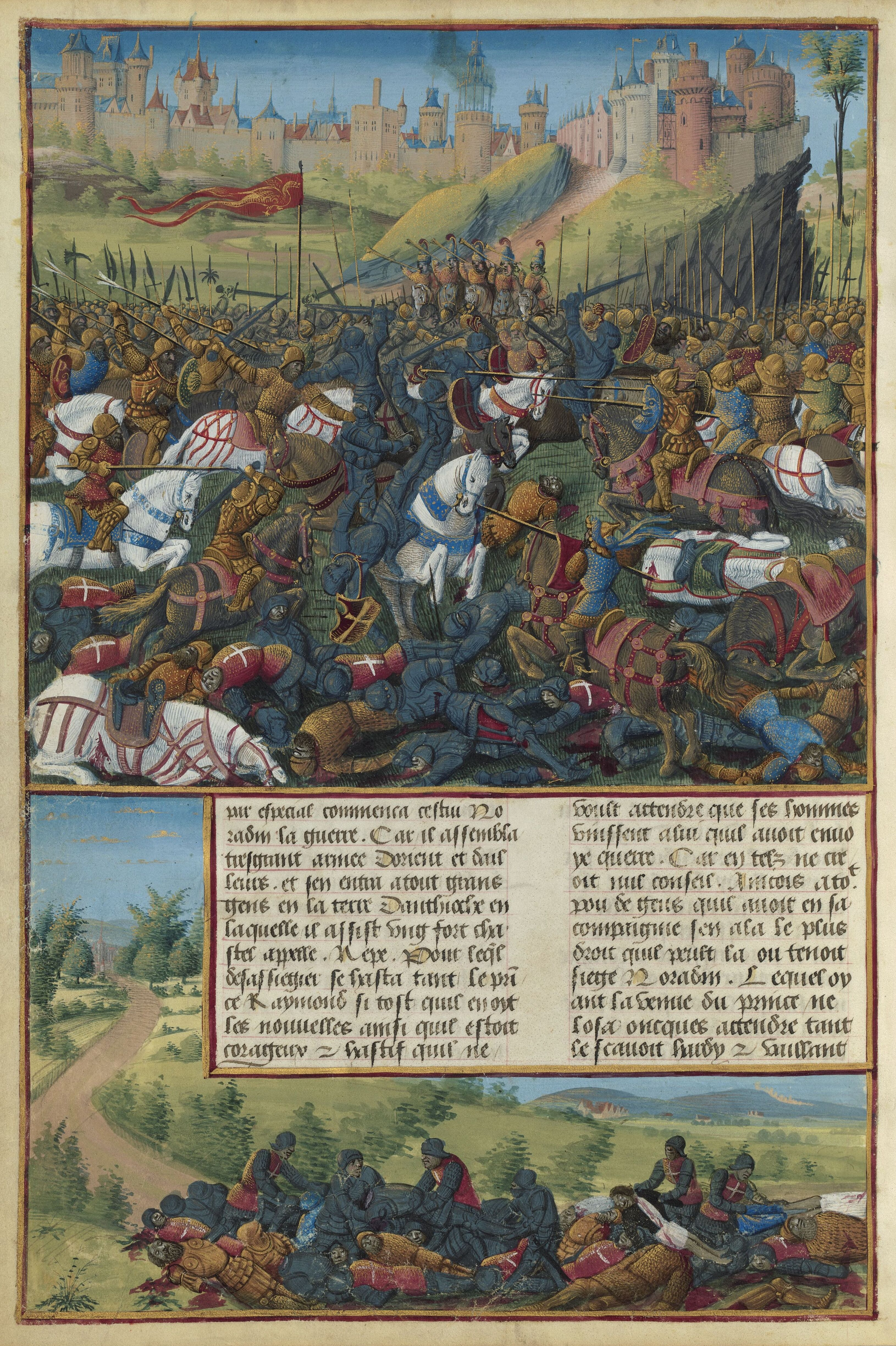
Representação da batalha de Inabe

Seguiu-se então um conflito entre Raimundo e o patriarca de Antioquia. Este último, eleito de forma irregular, obrigou o primeiro a prestar-lhe homenagem em 1135, mas manteve-se uma oposição que terminou com a sua deposição em 1139.
Em 1142, João II Comneno voltou ao ataque mas o príncipe de Antioquia recusou reconhecer a sua anterior submissão. João saqueou os territórios ao redor da cidade, incapaz de lançar outra acção. O seu sucessor, Manuel I Comneno, obrigou Raimundo a fazer uma visita humilhante a Constantinopla, onde deveria renovar a sua vassalagem e aceitar a presença de um patriarca grego, em troca da cedência de algumas cidades da Cilícia.
Durante a Segunda Cruzada, Luís VII de França e a sua consorte Leonor da Aquitânia fizeram uma paragem em Antioquia em Março de 1148. Raimundo pretendia incitar a sobrinha e o seu esposo a tomar Alepo e Cesareia antes de se dirigirem a Jerusalém, mas o rei de França recusou. Havia inclusivamente a suspeita de Raimundo ter tido uma ligação incestuosa com a bela e sensual Leonor.
De acordo com o bispo João de Salisbury (c.1120–1180), Luís começou a suspeitar das atenções de Raimundo para com a sua esposa, e das longas conversas que tinham. Segundo o arcebispo Guilherme de Tiro, o príncipe de Antioquia seduzira a sobrinha para se vingar do seu marido, que lhe recusara contra os sarracenos e, "contrária à dignidade real, ela desrespeitou os seus votos de matrimónio e foi infiel ao seu esposo".
No entanto, a maioria dos historiadores modernos desconsidera estes rumores, lembrando a proximidade de Raimundo e Leonor durante a infância desta e os modos aquitanos, da cultura do trovadorismo, na época considerados provocantes, sedutores e imorais.

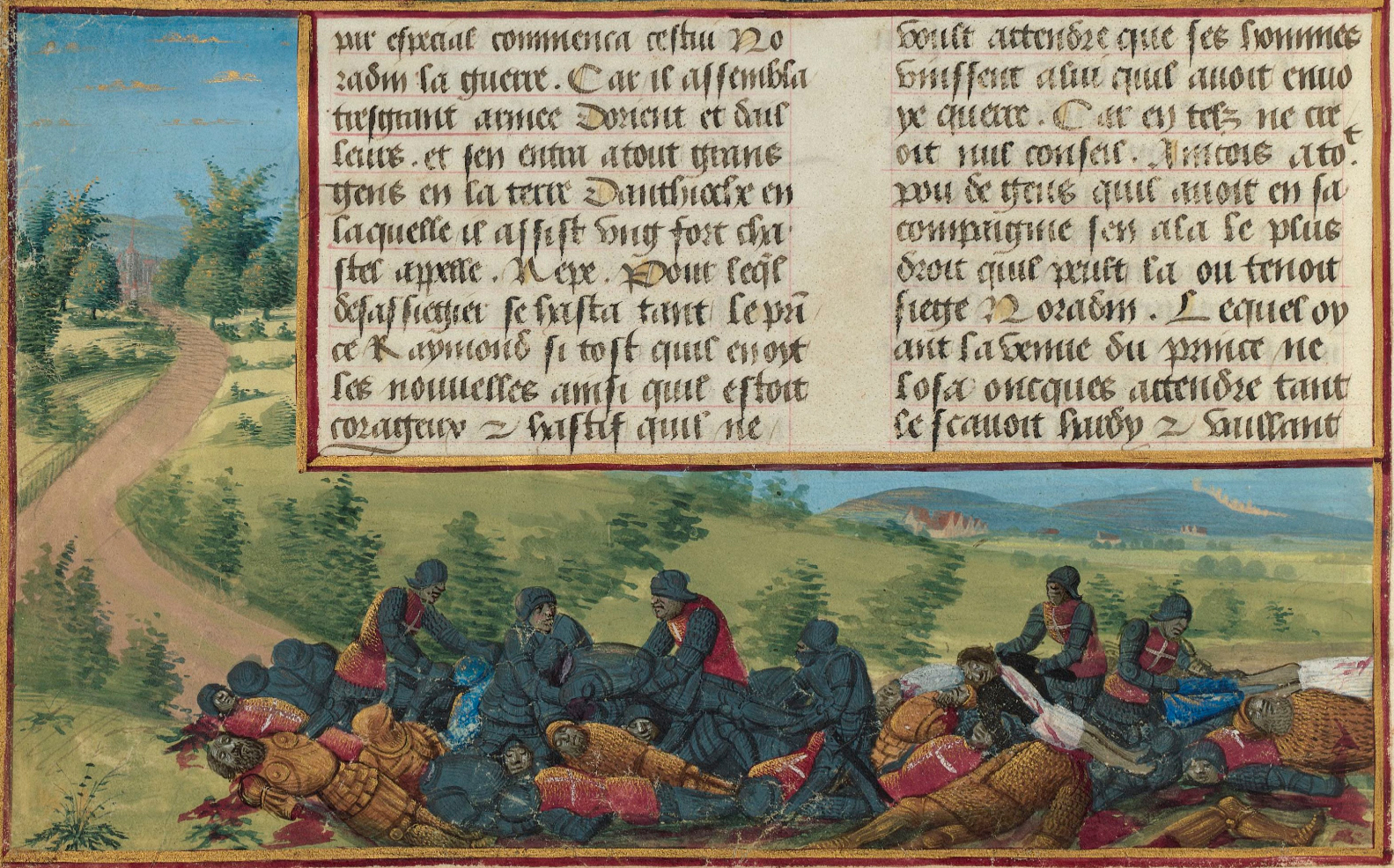
Recuperação do corpo de Raimundo de Poitiers

Falhado o seu projecto, acabaria por morrer em 1149, na batalha de Inabe, durante uma expedição contra Noradine. Foi decapitado por Xircu, tio de Saladino, a sua cabeça foi colocada em uma caixa de prata e enviada ao califa de Bagdá como presente.
Raimundo foi descrito por Guilherme de Tiro (a fonte mais importante sobre os seus feitos) como um senhor de ascendência mui nobre, de figura alta e elegante, o mais belo dos príncipes da terra, um homem de conversa e afabilidade encantadoras, de coração aberto e magnífico para além da medida, forte no manejo das armas e com experiência militar, protector das letras se bem que iletrado, um crente sincero e um marido fiel, mas uma personalidade teimosa, colérica e pouco razoável, com uma grande paixão pelo jogo.

## Descendência
Do seu casamento com Constança de Antioquia nasceram:
- Boemundo III de Antioquia (c.1444-1201), sucessor de Constança no principado
- Balduíno (m. 1176)
- Maria de Antioquia (1145-1182), casada em 1161 com o imperador Manuel I Comneno
- Filipa de Antioquia (c.1148-1178), casada com Onofre II de Toron